# Humber (бронеавтомобиль)
«Хамбер» (англ. Armoured Car, Humber) — британский средний бронеавтомобиль периода Второй мировой войны. По национальной классификации обозначался как «лёгкий колёсный танк» (англ. Light Tank (Wheeled)). Был разработан фирмой Rootes в 1939 году, на шасси артиллерийского тягача KT 4 и с использованием конструктивных решений бронеавтомобиля «Гай». Серийное производство «Хамбера» было начато в 1941 году и в ходе него бронеавтомобиль неоднократно модернизировался. Всего до окончания производства в 1945 году было выпущено, по разным данным, 3652 или около 5400 бронеавтомобилей этого типа, что сделало «Хамбер» наиболее многочисленным среди британских средних и тяжёлых бронеавтомобилей. «Хамберы» активно использовались британскими войсками с сентября 1941 года и применялись на всех театрах военных действий Второй мировой войны. После окончания войны «Хамбер», как устаревший, был вскоре снят с вооружения британской армии и поставлялся в ряд стран, в частности Португалию, Бирму, Цейлон, Кипр и Мексику, в войсках которых он использовался по меньшей мере до 1960-х годов.

## Модификации
- Armoured Car, Humber Mark I — базовая модификация, с корпусом и башней, аналогичными бронеавтомобилю «Гай» Mk.IA. Выпущено около 300 единиц
- Armoured Car, Humber Mark II — модификация с улучшенной конструкцией корпуса, выпущено 440 единиц
- Armoured Car, Humber Mark III — модификация с новой трёхместной башней
- Armoured Car, Humber Mark IV — модификация с заменой 15-мм пулемёта на 37-мм пушку M6 производства США. Выпущено около 2000 единиц

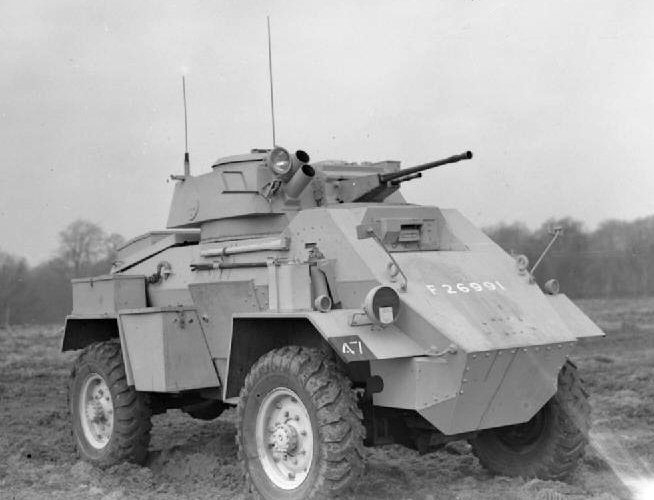
«Хамбер» Mk.II
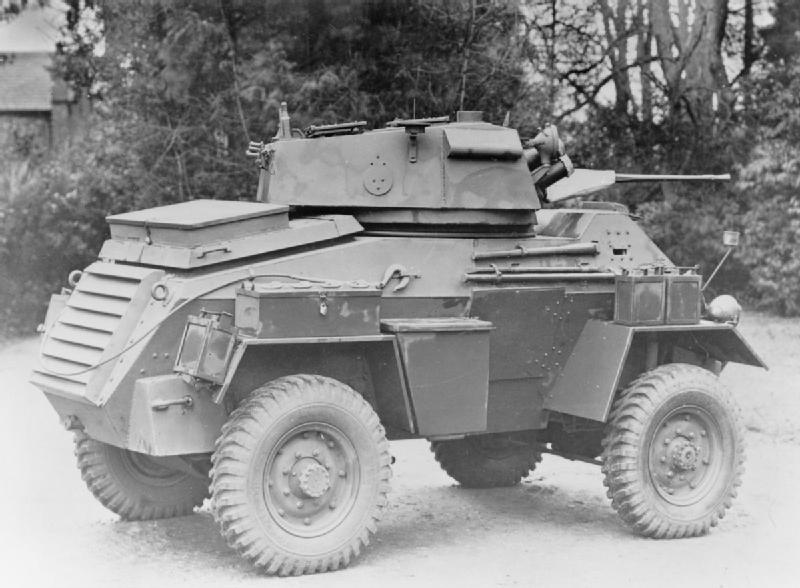
«Хамбер» Mk.III
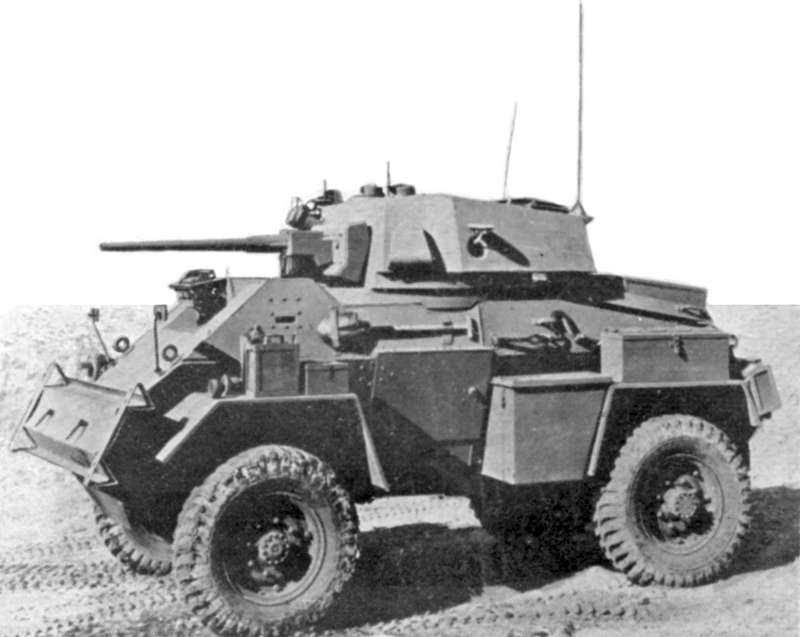
«Хамбер» Mk.IV